# Australomimetus triangulosus
Australomimetus triangulosus är en spindelart som beskrevs av Stefan Heimer 1986. Australomimetus triangulosus ingår i släktet Australomimetus och familjen kaparspindlar.
Artens utbredningsområde är Queensland. Inga underarter finns listade.